# Academia Julian

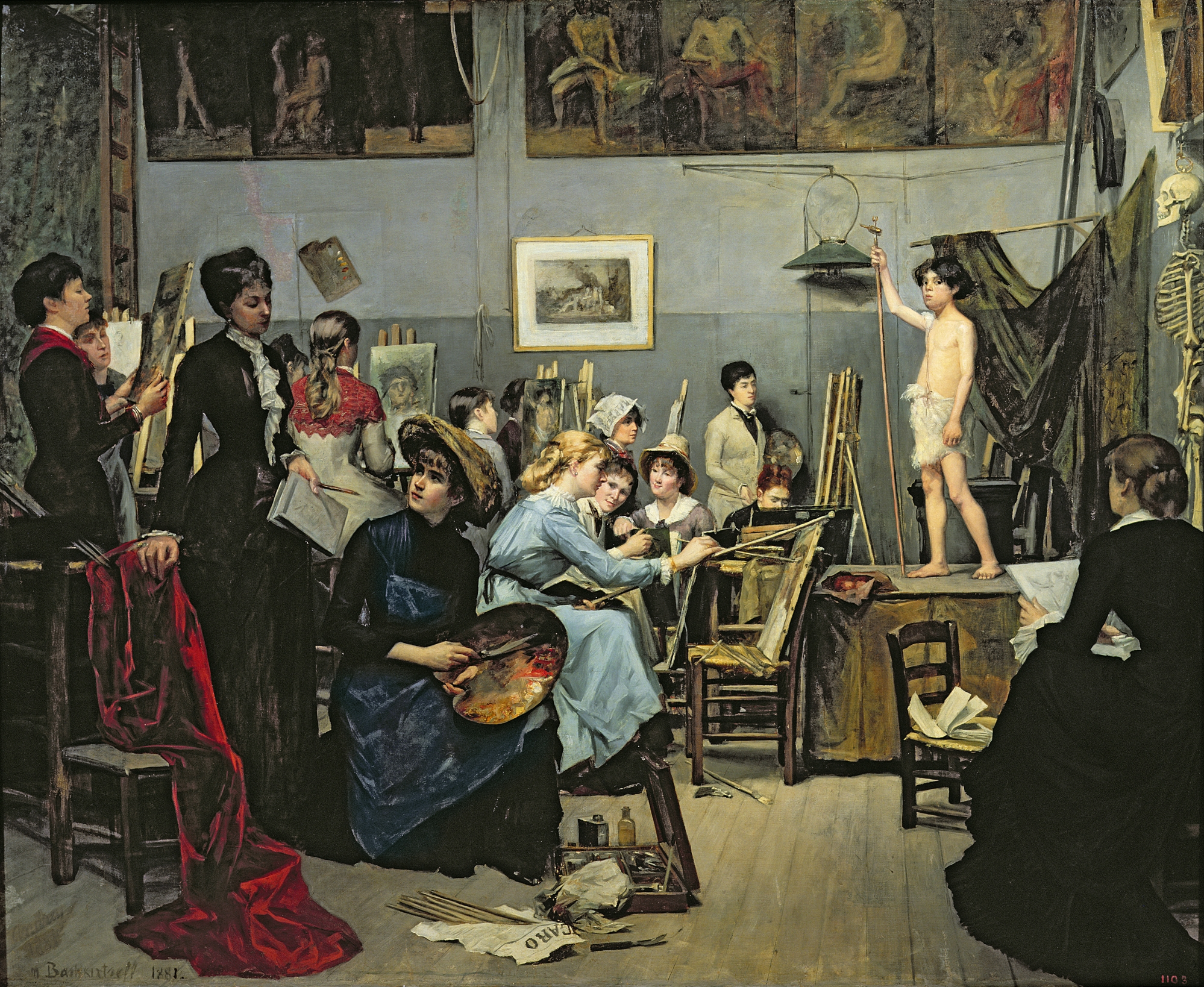
Atelierul — pictură din anul 1881 de Maria Bașkirtseva (1858 - 1884), elevă a Academiei.

Academia Julian (în franceză Académie Julian) a fost o școală de artă din Paris, Franța, specializată mai ales în predarea picturii și sculpturii, fondată în 1866 de pictorul și pedagogul francez Rodolphe Julian (1839 –1907), care a fost activă timp de mai bine de un secol, între 1866 și 1968.
În acel secol de funcționare, Academia a continuat să rămână faimoasă pentru numărul și calitatea artiștilor plastici care au studiat acolo, mai ales în perioadele de mare efervescență și avangardă artistică din ultimele decenii ale secolului al XIX-lea și primele dintre deceniile secolului al XX-lea.
După 1968, a continuat tradiția Academiei Julian prin integrarea sa în școala de arte frumoase ESAG Penninghen.

## Istoric
În anul 1866, Rodolphe Julian a fondat o școală privată de arte vizuale (arte frumoase) numită Academia Julian, în pasajul Passage des panoramas. Academia Julian nu pregătea doar elevii pentru Ecole des Beaux-Arts din Paris, dar a fost o instituție independentă de pregătire în domeniul artelor plastice.
Pe timpurile acelea din cauza faptului că Ecole des Beaux-Arts din Paris nu accepta înscrierea la cursuri a persoanelor de sex feminin, Academia Julian le-a acceptat, oferind în acest fel o educație și formare alternativă. Femeile și bărbații au fost instruiți separat, având aceleași materii de studii, inclusiv la atelierele de practică unde se studia desenul și pictura după modele nude.
La fel ca academia similară a sa, Academia Colarossi, accepta la cursuri elevi francezi deopotrivă cu cei străini din întreaga lume. După un timp, studenții Academiei Julian au obținut dreptul de a concura pentru obținerea burselor de studii în arte, acordate de către Prix de Rome. De aceste burse beneficiau tinerii artiști cei mai promițători.
Succesul de lungă durată al Academiei a fost asigurat de către cunoscuți și respectați artiști pe care Rodolphe Julian îi angaja ca instructori: Adolphe Bouguereau William (1825-1905), Henri Royer, Jean-Paul Laurens, Edgar Chahine, Gabriel Ferrier, Tony Robert-Fleury, Jules Lefebvre și alți artiști importanți din acea vreme, în principal, artiști plastici care erau exponenți ai stilului academic.
De-a lungul timpului, Academia Julian a deschis școli și în alte locuri. În plus față de școala principală din Passage des panoramas, s-au înființat ateliere la Bulevardul St-Jacques nr. 28 din arondismentul 6 al Parisului, Rue de Berri nr.5 în arondismentul 8 , Rue du Dragon nr. 31 în arodismentul 6, strada Vivienne nr. 51 în arodismentul 2. Academia accepta studenți de sex feminin, din anul 1880.
Tinerii artiști avangardiști ce formau grupul Les Nabis din perioada 1888 - 1889 au început să-și desfășoare întâlnirile în cadrul Academiei Julian.
Academia Julian s-a integrat în cadrul ESAG Penninghen în 1968.

## Profesori notabili
| - Marcel Baschet - Jean-Joseph Benjamin-Constant - William-Adolphe Bouguereau - Gustave Boulanger - Jules Cavaillès - Henri Chapu - Constant Detré | - Étienne Dinet - François Flameng - Marcel Gimond - Jean-Paul Laurens - Jules Joseph Lefebvre - Tony Robert-Fleury |

## Studenți notabili
| Artiști în funcție de țara de origine Perioada 1867-1940 | Artiști în funcție de țara de origine Perioada 1867-1940                | Artiști în funcție de țara de origine Perioada 1867-1940 |
| -------------------------------------------------------- | ----------------------------------------------------------------------- | --- |
|                                                          | Algeria (înainte de 1962)                                               | Roger Limouse - Maurice Mazo - Henry Valensi - Maurice Alexandre Berthon |
|                                                          | Germania (Imperiul german înainte de 1918)                              | Ernst Barlach - Fritz Erler - Georg Kolbe - Käthe Kollwitz - Jeanne Mammen - Johannes Martini - Ludwig Meidner - Emil Nolde - Leo Putz - Hilla de Rebay - Ludwig Scheuermann |
|                                                          | Argentina                                                               | Chas Laborde |
|                                                          | Armenia (Imperiul otoman)                                               | Edgar Chahine - Richard Jeranian |
|                                                          | Belgia                                                                  | Fernand Allard l'Olivier - Fernand Khnopff - Georges-Émile Lebacq - Louise De Hem - Albert Lemaître |
|                                                          | Bielorusia (Imperiul rus)                                               | Léon Bakst |
|                                                          | Brazilia                                                                | Georgina de Albuquerque - Rodolfo Amoedo - Julieta de França - Ismael Nery - Nicolina Vaz de Assis - Eliseu Visconti - Tarsila do Amaral |
| Bulgarie                                                 | Bulgaria                                                                | Elvire Jan |
| Canada                                                   | Canada                                                                  | Frank Milton Armington - Caroline Helena Armington - Raoul Barré - Henri Beau - Octave Bélanger - Franklin Brownell - Marc-Aurèle de Foy Suzor-Côté - Rodolphe Duguay - Georges-H. Duquet - Henri Fabien - Claire Fauteux - Joseph-Charles Franchère - Clarence Gagnon - Alexander Young Jackson - Ernest Lawson - Arthur Lemay - Marguerite Lemieux - James Wilson Morrice - Sophie Pemberton - Lorenzo de Nevers - Robert W. Pilot - John Charles Pinhey - Narcisse Poirier |
|                                                          | Columbia                                                                | Francisco Antonio Cano |
|                                                          | Danemarca                                                               | Kay Nielsen |
|                                                          | Elveția                                                                 | Cuno Amiet - Otto Bänninger - Paul Basilius Barth - Ernest Biéler - Edmond Bille - Louise Catherine Breslau - Hiram Brülhart- Jean-Edouard de Castella - Jean-Joseph Crotti - Hans Erni - Arnold Geissbuhler -Joseph Kaiser - Maurice Lapaire - Hermann Obrist - Adolf Robbi - de⁠(Andrea Robbi)[Robbi&page=de&targettitle=de traduceți] - Félix Vallotton - Robert Wehrlin - Werner Hartmann |
| Espagne                                                  | Spania                                                                  | Hermen Anglada Camarasa |
| États-Unis d'Amérique                                    | SUA                                                                     | George Charles Aid - Thomas Pollock Anshutz - Louis Armand - Louis Aston Knight - Cecilia Beaux - Frank Weston Benson - Thomas Hart Benton - Saul Bernstein - George Biddle - Gutzon Borglum - Christy Chakos - Robert W. Chambers - Gino Conti - Eanger Irving Couse - Arthur Wesley Dow - Mary Fairchild - John Marshall Gamble - Henri Bernard Goetz - Edward Dubuque - Childe Hassam - Charles Hopkinson - Amédée Joullin - Anna Klumpke - Albert Henry Krehbiel - John Levee - Frank Xavier Leyendecker - Joseph Christian Leyendecker - Arthur Frank Mathews - Willard Leroy Metcalf - Richard Miller - Henri Oren - Jules Pages - Waldo Peirce - Lilla Cabot Perry - Edward Clark Potter - Joseph Raphael - John Willard Raught - Robert Rauschenberg - Granville Redmond - John Recknagel - Guy Rose - Fanny Vandegrift - Beatrice Wood - Grant Wood |
|                                                          | Finlanda (Imperiul rus și Rusia înainte de 1919)                        | Magnus Enckell - Akseli Gallen-Kallela - Pekka Halonen - Amélie Helga Lundahl |
| France                                                   | Franța                                                                  | Louis Abel-Truchet - Jules Adler - Mirra Alfassa - Gustave Alaux - Ernest Amas - Albert André - Jane Atché - Claude Autenheimer - Marcel Baschet - Paul Baudier -Édouard Henry-Baudot - Maurice Bastide du Lude - Jean Bazaine - Émile Beaussier - Albert Bergevin - Henri Biva - Élisa Bloch - Pierre Bonnard - Étienne Bouchaud - Jean Bouchaud - Jean Boucher - Joseph-Félix Bouchor - Louise Bourgeois - Camille Bourget - André Boursier-Mougenot - Clément Brun - Étienne Buffet - Hélène-Renée Cabart-Danneville - Jules Cavaillès - Edmond Ceria - Maurice Chabas - Auguste Chabaud - Gabriel Charlopeau - Roger Chastel - Pierre Clayette - Émile Compard - Charles Cottet - Pierre Couronne - Jean-Joseph Crotti - Raoul Dastrac - Lucien Daudet - Hermine David - Maurice Denis - André Derain - Adolphe Déchenaud - Louis-Marie Désiré-Lucas - Émilie Desjeux - Charles Devillié - Georges Dufrénoy - André Dignimont - Jean Dubuffet - Marcel Duchamp - Louis Evrard - Suzanne Fajard-Abel Faivre - Yves Faucheur - Yvonne Fauny-Huet - Madeleine Fié-Fieux - Inge Folégot - Lucien Fontanarosa - Dominique Frassati - Octave Gallian - Roland Marie Gérardin - Françoise Gilot - Georges Gimel - Henri Guinier - Georges Gounaro - Jeannine Hervé - Léonie Humbert-Vignot - Henri-Gabriel Ibels - René Jaudon - Gustave Louis Jaulmes - Émile Jourdan - Jean Émile Laboureur - François-Xavier Lalanne - Pierre Georges Lallement - Pierre Langlade - Albert Larcher - Jean Laronze - Jacques-Henri Lartigue - Fernand Léger - Gisèle Lestrange - Robert Lotiron - Jacques Majorelle - Lucien de Maleville - Antoine Martinez - Martine Martine - Henri Matisse - Charles Maurin - Suzanne Meunier - Arthur Midy - José Mingret - Pierre Aimé Mondan - Guy de Montlaur - Henry Moret - Blanche Moria - François Henri Morisset - Manuel Moros - Roger Nivelt - Eugène Ogé - Gaston Pottier - Jane Poupelet - Jean Puy - Mélanie Quentin - Paul Elie Ranson - Georges-Antoine Rochegrosse - Ker-Xavier Roussel - Eugénie Salanson - Paul René Schützenberger - Paul Sérusier - Paul Sibra - Lucien Simon - Henri Sollier - Maurice Tastemain - Francis Tattegrain - Danielle Souanin - Philippe Steinmetz - Gabriel Sue - Emma Thiollier - Anael Topenot - Émile Thivier - Félix Vallotton - Louis Valtat - Jean Vercoutter - Eugène Viala - Bernard Villemot - Jacques Villon - André-Léon Vivrel - Édouard Vuillard |
|                                                          | Ungaria (Austro-Ungaria înainte de 1919)                                | Róbert Berény - Károly Józsa - Philip Alexius de Laszlo - Lajos Márk - Ödön Márffy |
|                                                          | Irlanda (Regatul Unit înainte de 1916)                                  | Eileen Gray - Constance Markievicz |
|                                                          | Italia                                                                  | Marella Agnelli |
|                                                          | Jersey                                                                  | John Saint-Hélier Lander |
|                                                          | Liban (Imperiul otoman)                                                 | Khalil Gibran |
|                                                          | Lituania (Imperiul rus)                                                 | Jacques Lipchitz |
|                                                          | Noua Zeelandă                                                           | Charles Frederick Goldie |
|                                                          | Norvegia                                                                | Augusta Harmens - Halfdan Hertzberg - Valentin Kielland - Wilhelm Rasmussen - Menga Schjelderup-Ebbe - Gunnar Utsond - Aagot Vangen |
|                                                          | Polonia (Imperiul rus, Imperiul german, Austro-Ungaria înainte de 1918) | David Garfinkiel - Jozef Mehoffer - Wladyslaw Slewinski |
|                                                          | România                                                                 | — Ion Andreescu - Constantin Artachino - Ioan Bărbulescu Aluta - Leon Biju - Catul Bogdan - Nicolae Brana - Henri Catargi - Alexandru Ciucurencu - Aurel Ciupe - Cecilia Cuțescu-Storck - Nicolae Dărăscu - Ion Dimitriu-Bârlad - Ștefan Luchian - Rodica Maniu - Ottilia Michail Oteteleșanu - Samuel Mützner - Dimitrie Paciurea - Gheorghe Petrașcu - Camil Ressu - Lola Schmierer Roth - Jean Alexandru Steriadi - Eustațiu Stoenescu - Ion Theodorescu-Sion - Arthur Verona — |
|                                                          | Regatul Unit                                                            | Robert Bevan - Charles Conder - Anne Dunn - Jacob Epstein - Eric Forbes Robertson - Anthony Gross - Stanley Hayter - Herbert Ward |
|                                                          | Rusia (Imperiul rus înainte de 1917)                                    | Boris Anrep - Marie Bashkirtseff - Cassandre - Alexandre Chevtchenko - Gleb Deroujinksy - Serge Férat - Eugène Lanceray - Jean de Peské - Max Weber |
|                                                          | Suedia                                                                  | Bror Julius Olsson Nordfeldt - Jenny Nyström - Gunnar Nilsson - Carl Wilhelmson |
|                                                          | Cehoslovacia (Austro-Ungaria înainte de 1919)                           | František Kupka (1896) - Alfons Mucha |
|                                                          | Turcia (Imperiul otoman)                                                | Cevat Dereli - Joaquim Perez |
|                                                          | Ucraina (Imperiul rus)                                                  | Marie Bashkirtseff - Anna Bilińska-Bohdanowicz - Cassandre - Alexandre Chevtchenko - Jean Peské - David Ossipovitch Widhopff - uk⁠(Лопухіна Маріамна Андріанівна)[Маріамна Андріанівна&page=uk&targettitle=uk traduceți] - uk⁠(Станкевич Софія)[Софія&page=uk&targettitle=uk traduceți] |
|                                                          | Venezuela                                                               | Emilio Boggio - Arturo Michelena |